# Altijd heb ik je lief
Altijd heb ik je lief is een nummer van de Belgische band Clouseau uit 1992. Het is de eerste single van hun vierde studioalbum Doorgaan.
"Altijd heb ik je lief" is een ballad die gaat over de onvoorwaardelijke liefde tussen een man en een vrouw. Het nummer haalde de 6e positie in de Vlaamse Radio 2 Top 30, en de 12e in de Nederlandse Top 40.